# سفارة النرويج في لبنان
سفارة النرويج في لبنان هي أرفع تمثيل دبلوماسي لدولة النرويج لدى لبنان. تقع السفارة في بيروت وهي تهدف لتعزيز المصالح النرويجية في لبنان.

## وصلات خارجية
- قائمة سفارات النرويج
- قائمة السفارات في لبنان